# Ривьера (Гурзуф)
Ривьера (также корпус № 1, ранее гостиница № 1, гостиница «Приморская») — один из корпусов санатория «Гурзуфский» в Гурзуфе, построенный в 1882—1885 годах по проекту архитектора П. К Теребенёва по заказу владельца гурзуфского имения Петра Ионовича Губонина, первое здание комплекса дач-гостиниц, известного, как Гостиницы Губонина. Памятник градостроительства и архитектуры федерального значения России, согласно законодательству Украины — памятник культурного наследия.
В составе курорта П. И. Губонина здание носило название гостиница № 1, после революции, в составе военного санатория изменённого на корпус № 1. Одно время фигурировало название гостиница «Приморская» (из-за самого близкого расположения к морю), а в 1990-х годах «по непонятным причинам» получило наименование «Ривьера».

## Описание
Первая и самая большая по площади гостиница курорта (по современным обмерам общей площадью 1 947,5 м²) построена по проекту и под руководством ялтинского городского архитектора Платона Константиновича Теребенёва, с использованием разных архитектурных объёмов, комбинирующих элементы модерна и стиля «ориент». Начало строительства исследователи относят к 1882 году, открытие состоялось в августе 1885 года.

Здание в 3,5 этажа построено из колотого серого мраморовидного гаспринского известняка, с тщательной притёской швов, фасады оформлены большими деревянными резными балконами, межэтажные перекрытия устроены на деревянных балках. В здании, кроме главного, имелись второстепенные и служебные входы (дополнительный лифт и лестница с юго-западной стороны пристроены в 1950-е годы). Оконные и дверные проёмы обрамлены клинчатыми каменными наличниками с замковым камнем и покрыты окрашенной штукатуркой с чередованием белых плоских и серых участков с имитацией кирпичной кладки. Окна изначально были деревянные (из « твёрдых пород»), в одну, две, три и четыре створки с фрамугой (в настоящее время, многие, как пришедшие в негодность, заменены на металлопластиковые), а некоторые большие, изначально четырёхстворчатые, при ранних переделках заменены балконами. Наружные двери, остеклённые, одностворчатые и двустворчатые, с фрамугами (некоторые также заменены на металлопластиковые). Межэтажные и верхний карнизы выполнены в виде профилированных штукатурных тяг с последующей окраской и увенчаны резным, тесовым карнизом. Крыша покрыта железом, угловая «башня» увенчана куполом. Внутри здания коридорная система планировки все номера были оборудованы большими по объёму балконами. В некоторых комнатах сделаны кессонные потолки, позже некоторые были покрыты альфрейной росписью. Лестницы в гостинице каменные, с чугунным ограждением, украшенным литыми головами драконов и деревянными профилированными перилами. Всего гостиница имела 28 номеров (по сведениям путеводителя Бумбера 1914 года 39 номеров), полы в которых были паркетные, в более простых — деревянные крашеные, комнаты отапливались печами, либо каминами, при гостинице имелись ванны и души с тёплой и холодной пресной и морской водой.

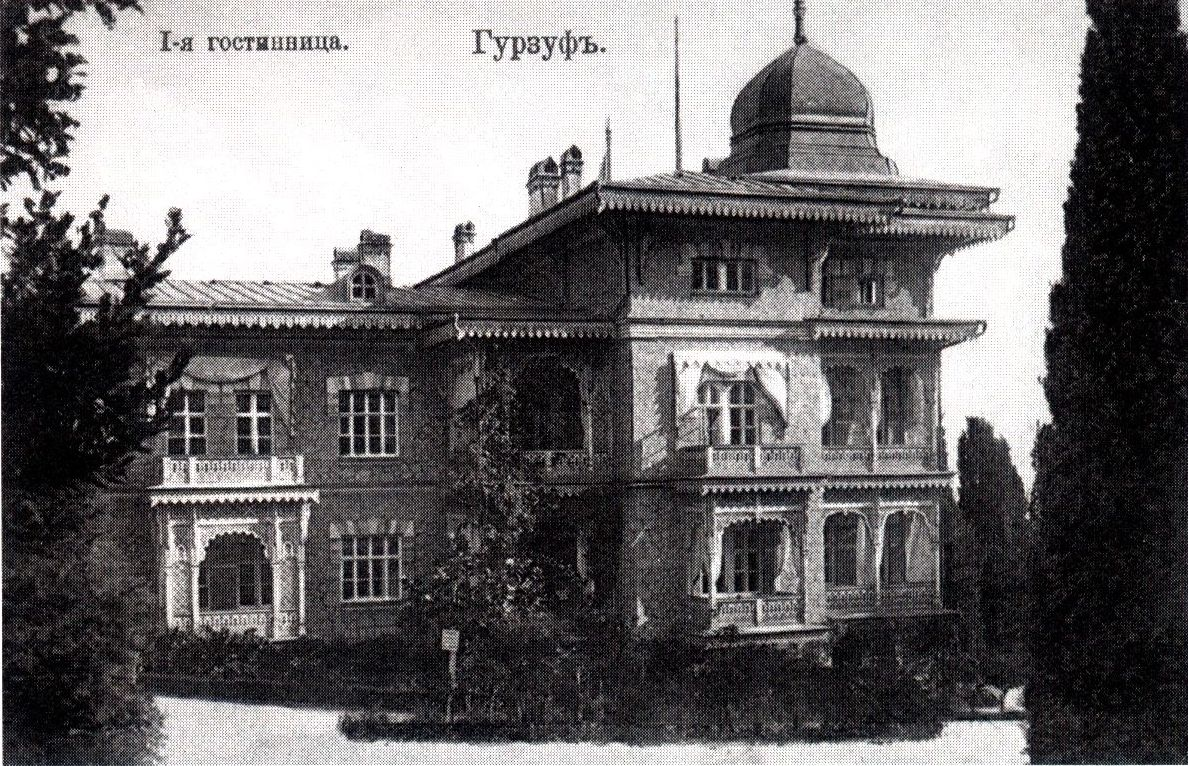
1-я Гостиница, 1910 г
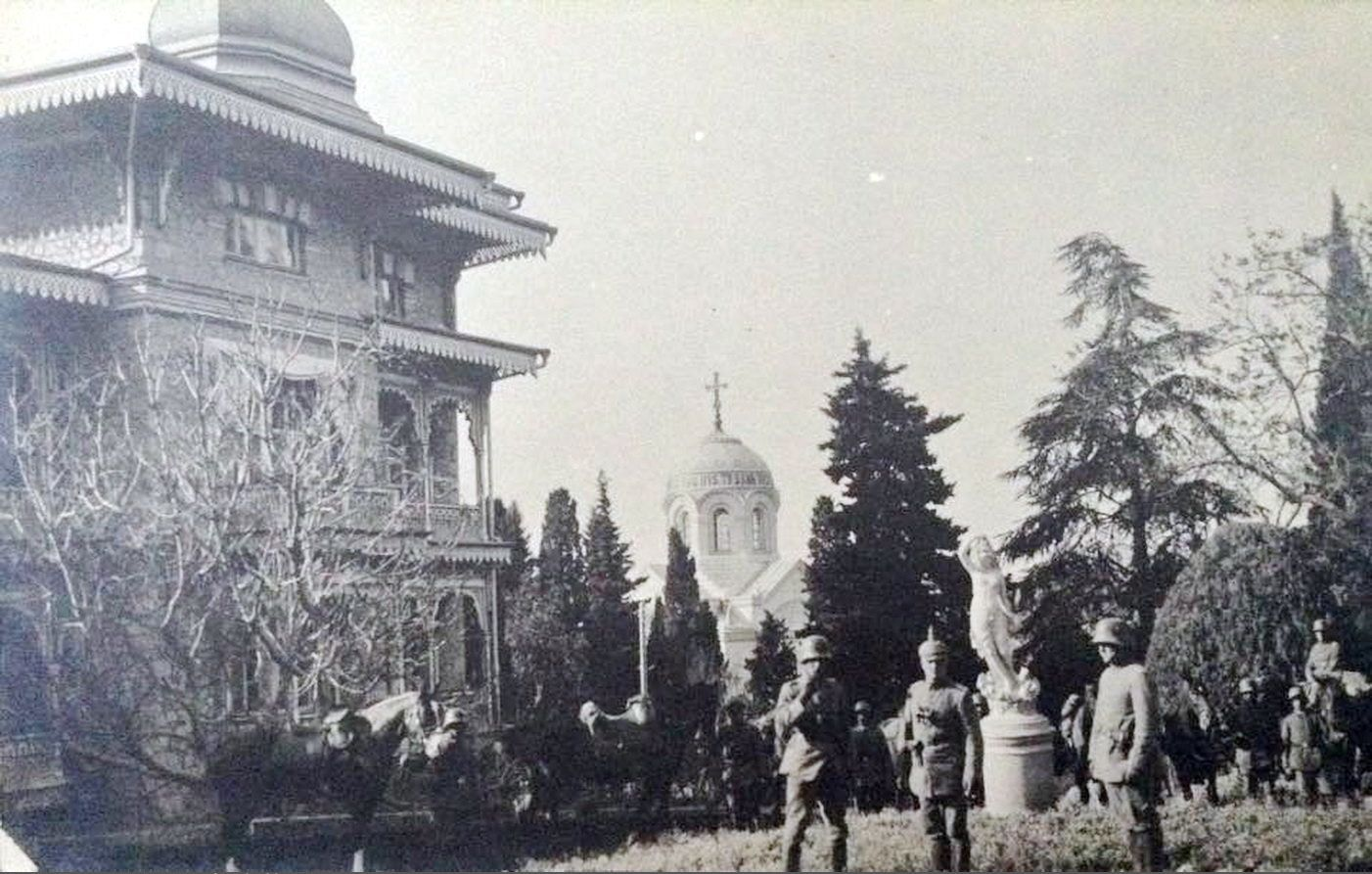
Кайзеровские офицеры у гостиницы, 1918 г

## История
Начало строительства первой гостиницы курорта относят к 1882 году, а в августе 1885 года гостиница была открыта. Считается, что проект и строительство осуществлял ялтинский городской архитектор П. К. Теребенёв. Архитектурные и декоративные элементы, использованные в оформлении Гостиницы № 1, послужили образцом при возведении других зданий — весь комплекс впоследствии создавался в едином стиле.
Первая гостиница принимала отдыхающих круглый год, стоимость номера составляла от 2 до 8 рублей в сутки и от 30 до 300 рублей в месяц в зависимости от комфортабельности, зимой цены снижались до 50 % и номер на месяц мог стоить от 15 рублей. По сведениям В. А. Щепетова, приведённым в книге «Гурзуф на Южном берегу Крыма и его лечебные средства» 1890 год, стоимость колебалась от 1 рубля до 10 рублей в сутки (за 10 рублей предоставлялся трёхкомнатный номер с передней и большими балконами) в период август — октябрь, в остальные месяцы цена падала примерно на 40 %, до 70 копеек в сутки за маленький номер. При съёме на месяц делалась скидка. В зимние месяцы (ноябрь — апрель) предоставлялся полный пансион с существенной скидкой. В корпусе имелись читальный зал, библиотека, пианино, биллиард, электрическое освещение, в холодные месяцы помещения отапливались печами. После строительства других корпусов гостиницы были присоединены к телефонной сети. Останавливавшийся здесь с 1 по 4 апреля 1887 года писатель Всеволод Гаршин в письме жене от 3 апреля описывал своё временное жильё, восхищаясь видом на море и Аю-Даг: «Здесь прелестная, немного дорогая и очень комфортабельная гостиница. Кормят прекрасно.». В посвящённых курорту изданиях особо отмечалась возможность принимать морские и пресные ванны и, как новинку Гурзуфа: «Номера сдаются с постельным бельем, которое меняется раз в неделю. За лишнюю смену белья взимается 50 коп. с кровати»
После открытия на территории гостиниц Губонина в 1922 году Военно-курортной станции для красных командиров название «Гостиница № 1» было заменено на «Корпус № 1», в котором отдыхал высший офицерский состав. Известно, что в 1960-х годах здесь отдыхал министр обороны СССР маршал Р. Я. Малиновский с семьёй. С переходом под юрисдикцию Украины в 1991 году получило наименование «Ривьера» санатория «Гурзуфский», с 2014 года — под тем же названием в составе санатория «Гурзуфский» Управления делами Президента РФ, филиал ФГБУ «Детский медицинский центр» Управления делами Президента России. На 2023 год в корпусе 40 мест: один 2-х местный номер (дабл, твин), одно и двух и трёх комнатные номера категории «Стандарт»
Приказом Государственного комитета по охране культурного наследия Республики Крым № 119 от 30 июня 2016 года утверждено охранное обязательство памятника градостроительства и архитектуры федерального значения России.